# Lijst van abdijen
Dit is een lijst van abdijen, gerangschikt naar land.

## België

### Abdijen in België
- Abdij van Achel
- Abdij van Affligem
- Abdij van Averbode
- Abdij van Boudelo
- Abdij van Bonne-Espérance
- Abdij van Bornem
- Abdij van Drongen
- Abdij van Dendermonde
- Ter Doest
- Onze-Lieve-Vrouw Ten Duinen
- Abdij van Gembloers
- Abdij van Grimbergen
- Abdij van Herkenrode
- Abdij van Hemiksem
- Abdij van Hocht in Lanaken
- Abdij van Keizersberg te Leuven
- Abdij Mariënlof (Borgloon)
- Abdij van Munsterbilzen
- Abdij van Orval
- Abdij van Postel
- Abdij van Rochefort
- Abdij van Roosenberg
- Abdij van Rotem te Halen
- Abdij van Sinnich in Voeren
- Abdij van Scourmont
- Abdij van 't Park te Heverlee bij Leuven
- Abdij van Tongerlo
- Abdij van Vlierbeek te Kessel-Lo bij Leuven
- Abdij van Westmalle
- Abdij van Westvleteren
- Abdij van Zevenkerken
- Sint-Geertrui-abdij te Leuven
- Sint-Pietersabdij (Gent)

### Abdijruïnes in België
- Abdij van Aulne
- Abdij van Beaulieu
- Abdij van Cambron
- Abdij van Doornzele
- Abdij van Villers
- Koksijde
- Abdij van Orval
- Abdij van Zwijveke
- Ename
- Sint-Baafsabdij
- Abdij van Sint-Truiden
- Abdij van Lobbes
- Abdij van Munsterbilzen
- Abdij van Nonnenmielen
- Abdij van Rozendaal
- Abdij van Onze-Lieve-Vrouw van Epinlieu

## Frankrijk

### Abdijen in Frankrijk
- Abdij van Le Bec-Hellouin
- Abdij van Caunes-Minervois
- Abdij van Cîteaux
- Abdij van Clairvaux
- Abdij van Cluny
- Abdij van Fontenay
- Abdij van Fontfroide
- Mont Saint-Michel
- Abdij Sainte-Marie de Lagrasse
- Abdij van Ligugé
- Abdij van Monts-des-Cats
- Abdij van Notre-Dame de Boscodon
- Abdij van La Pierre-qui-Vire
- Abdij van Le Thoronet
- Abdij van Royaumont
- Abdij van Sénanque
- Abdij van Saint-Denis
- Abdijkerk van Sainte Foy
- Abdij van Saint-Georges de Boscherville
- Abdij van Saint-Hilaire
- Abdij van Saint-Martin-du-Canigou
- Abdij van Saint-Papoul
- Abdij van Saint-Sever
- Abdij van Saint-Wandrille
- Abdij van Sauve-Majeure
- Abdij van Silvacane
- Abdij van Sint-Winoksbergen
- Abdij van Sylvanès
- Abdij van Solesmes
- Abdij van La Réau
- Abdij van Saint Mathieu de Fine Terre
- Abdij van Mortemer
- Abdij van Villelongue

## Nederland

### Abdijen in Nederland
- Sint-Adelbertabdij in Egmond
- Abdij van Berne te Heeswijk
- Abdij Koningshoeven te Berkel-Enschot
- Abdij Koningsoord te Arnhem
- Abdij Lilbosch in Echt (Limburg)
- Abdij Mariënkroon (voormalig kasteel Onsenoort) te Nieuwkuijk
- Abdij van Middelburg
- Abdij van Rijnsburg
- Abdij Rolduc
- Abdij Sion te Deventer
- Abdij van Susteren
- Abdij St. Benedictusberg van Vaals
- Abdij van Thorn
- Abdij Ulingsheide te Tegelen
- Paulusabdij te Utrecht
- Abdij St. Willibrord (Doetinchem)
- Abdij van Loosduinen

## Duitsland

### Abdijen in Beieren
- Abdij van Aldersbach
- Abdij van Andechs
- Abdij van Benediktbeuern
- Abdij van Frauenchiemsee
- Abdij van Rott
- Abdij van Rohr
- Abdij van Rot
- Abdij van Schäftlarn
- Abdij van Scheyern
- Abdij van Tegernsee
- Abdij van Mariensee
- Abdij van Waldsassen
- Abdij van Weltenburg
- Abdij van Weingarten
- Abdij van Weißenau

### Andere
- Abdij van Arnstein
- Abdij van Baindt
- Aartsabdij van Beuron
- Abdij van Brauweiler
- Abdij van Buchau
- Abdij van Burtscheid
- Abdij van Corvey
- Abdij van Engelthal
- Abdij van Ettal
- Abdij van Fulda
- Abdij van Gengenbach
- Abdij van Gerleve
- Abdij van Grafschaft
- Abdij van Heiligkreuztal
- Abdij van Heilsbronn
- Abdij van Herrenalb
- Abdij van Hersfeld
- Abdij van Kempten
- Abdij van Ottobeuren
- Abdij van Reichenau
- Abdij van Roggenburg
- Abdij van Rottenmünster
- Abdij van St. Marienthal
- Abdij van Sint-Albanus
- Abdij Sint-Hildegard
- Abdij van Sankt Georg

## Oostenrijk
- Abdij van Altenburg
- Abdij van Göttweig
- Abdij van Heiligenkreuz
- Abdij van Melk
- Abdij van Lambach
- Abdij van Lilienfeld
- Abdij van Seitenstetten
- Abdij van Seckau
- Abdij van Engelszell
- Abdij van Kremsmünster
- Abdij van St. Florian
- Abdij van Zwettl

## Spanje

### Abdijen in Spanje
- Sant Pere de Rodes
- Abdij van Montserrat
- Abdij van Santo Domingo de Silos
- Abdij van Sobrado
- De koninklijke Abdij van Santa María de Alaón
- De Koninklijke Abdij van Las Huelgas

## Verenigd Koninkrijk

### Abdijen in Groot-Brittannië
- Abdij van Evesham
- Abdij van Fountains
- Abdij van Kirkstall
- St Augustine's Abdij, Bristol
- Westminster Abbey, Londen
- St Mary's Abbey , York
- Glastonbury

## Zwitserland

### Abdijen in Zwitserland
- Abdij van Sint-Mauritius
- Territoriale Abdij van Einsiedeln
- Abdij van Sankt Gallen